# Elise Thérèse Koekkoek-Daiwaille
Elise Thérèse Koekkoek-Daiwaille (Amsterdam, 5 de maig de 1814 – Coblenza, 2 de juny de 1881) fou una pintora i litógrafa neerlandesa.

## Biografia
Va rebre lliçons de pintura per part del seu pare el pintor Jean Augustin Daiwaille. Va contreure matrimoni amb el pintor de paisatges Barend Cornelis Koekkoek el 1833. Van tenir cinc filles, de les quals Adèle i Marie Louise també es van dedicar a la pintura. Van muntar una escola per a artistes en Clèveris, Alemanya i la seva casa anterior és ara el museu B.C. Koekkoek-Haus
És principalment coneguda pel seu Principes des fleurs et des fruits, un àlbum amb sis litografies de bodegons amb fruita i flors.